# 矢橋帰帆島
矢橋帰帆島（やばせきはんとう）は、滋賀県の琵琶湖にある島（人工島）である。全域が草津市矢橋町に属する。

## 概要
1978年（昭和53年）に着工し、1982年（昭和57年）に島内の下水処理場が運用を開始した。島内は公園施設として整備されており、島の琵琶湖畔側を滋賀県道559号近江八幡大津線（通称湖岸道路）が通り、南に帰帆南橋が、北に帰帆北橋が架かる。
矢橋帰帆島公園は滋賀県下水道公社が20年以上にわたり維持管理してきたが、2011年（平成23年）4月からは指定管理者制度により、株式会社光ビルサービスを代表団体とする「ひかりグループ」が指定管理者となった。

## 島内施設
- 湖南中部浄化センター
- 矢橋帰帆島公園
  - 遺跡の広場
  - せせらぎの池
  - 大はらっぱ広場
  - 子供の広場
  - キャンプ場
  - 各種スポーツ施設
- 矢橋大橋
- 帰帆北橋
- 帰帆南橋

- 矢橋帰帆島の公園管理棟
- 矢橋帰帆島の公園の碑

備考
- 矢橋帰帆島公園の一部施設は有料。テニスコート・多目的グラウンドは抽選・予約が必要。
- かつては滋賀県立水環境科学館を併設していたが、2011年（平成23年）3月31日をもって閉館した。

## アクセス

### バス
- JR琵琶湖線（東海道本線）・JR草津線草津駅またはJR琵琶湖線（東海道本線）南草津駅より近江鉄道バスで「矢橋」停留所下車、徒歩約10分[5]。  - 矢橋帰帆島へ乗り入れる路線バスは朝と夕方に各1便が設定されている（ともに［南草津駅西口 - 淡海医療センター - イオンモール草津］間を運行）[6]。

### 自動車
- 名神高速道路
  - 瀬田西ICから約15分[5]
- 新名神高速道路
  - 草津田上ICから約15分[5]

#### 駐車場
- 無料（約500台収容、大型バス用駐車場あり[5]）